# Громоклійська круча
Громоклі́йська кру́ча — комплексна пам'ятка природи місцевого значення в Україні. Розташована на території Баштанського району Миколаївської області, біля села Кашперо-Миколаївка. 
Площа — 58 га. Статус надано згідно з рішенням Миколаївської обласної ради від 30.12.2010 року № 13. 
Пам'ятка природи розташована поблизу гирла річки Громоклія. Під охороною — пагорб із цілинною ділянкою степової та наскельно-степової рослинності, де переважають угруповання ковили волосистої, бородача звичайного та юринеї короткоголової. 
Серед видів рослин, занесених до Червоної книги України, трапляються ковила волосиста і ковила Лессінга, карагана скіфська, зіновать гранітна, дрік скіфський, тюльпан бузький. Тут виявлено ізольоване та найзахідніше місцезнаходження пижма Пачоського — ендемічного виду Кримського півострова.